# Pít, či nepít
Pít, či nepít (v anglickém originále The Last Barfighter) je 22. díl 32. řady (celkem 706.) amerického animovaného seriálu Simpsonovi. Scénář napsal Dan Vebber a díl režíroval Timothy Bailey. V USA měl premiéru dne 23. května 2021 na stanici Fox Broadcasting Company a v Česku byl poprvé vysílán 21. června 2021 na stanici Prima Cool.

## Děj
Vzhledem ke zrušení natáčení Krustyho show Milhouse přesvědčí Barta, aby místo toho šli na natáčení španělské televizní show. Bart je vybrán jako účastník soutěže, kterou vyhraje, a jako cenu si vybere křišťálovou lebku, o které Homer později zjistí, že je to lahev tequily. Po neustálém Bartově popichování Homer nakonec lebku ukradne a vezme ji do hospody U Vočka, kde Homer, Lenny, Carl a Barney pozvou Vočka, aby s nimi popíjel.
Během opilecké noci Vočko odhalí několik tajemství o obyvatelích Springfieldu, nakonec odhalí i tajemství Homera a jeho přátel, kteří kvůli tomu Vočka opustí. Vočko navštíví tajný spolek barmanů a Artemis ze spolku prohlásí, že Vočko porušil jejich nejsvětější pravidlo, když si pustil pusu na špacír a vyzradil tajemství. Spolek vyhrožuje, že Vočkovým štamgastům píchne vakcínu „antichlast“, která jim při pití alkoholu způsobí potíže.
Čtveřice je svědkem toho, jak Barneymu píchnou injekci, což je přiměje k útěku. Zanedlouho jsou obklíčeni barmany, kteří se jim pokoušejí píchnout injekci píchnout. Vočko se je pokouší zahnat, ale Carl a Lenny jsou nakonec injekcí zasaženi. Homer se pak vrací domů a prosí Marge, aby opustili Springfield. Doktor Dlaha je však již u něj doma místě a odhaliv svou barmanskou minulost, píchne Homerovi injekci. Vočko se trápí obrovským pocitem viny a s pláčem odchází.
O tři měsíce později štamgasté žijí své sny, ale krátce poté najdou Vočka pracovat v omeletovém baru. Je jim ho líto, a tak ho znovu považují za svého hospodského. Tajná společnost nabídne štamgastům „protilátku na protichlast“, kterou si nechají píchnout všichni krom Homera. Toho však opět pronásledují barmani, kteří mu násilím chtějí protilátku píchnout.
Během titulků najdou Bart, Líza a Maggie střepy lebky, kterou Bart vyhrál. Když se sama opraví a mluví, trojice vyděšeně odchází.

## Produkce

### Původní znění
Ian McShane jako host nadaboval v původním znění Artemise.

### Vydání
Roku 2021 vydala stanice Fox Broadcasting Company deset propagačních obrázků k dílu.

### České znění
Režisérem a úpravcem dialogů českého znění byl Zdeněk Štěpán, díl přeložil Vojtěch Kostiha. Hlavní role nadabovali Vlastimil Zavřel, Martin Dejdar, Jiří Lábus a Ivana Korolová. České znění vyrobila společnost FTV Prima v roce 2021.

## Přijetí

### Sledovanost
Ve Spojených státech díl v premiéře sledovalo 1,2 milionu diváků. Rating ve věkové skupině 18–49 let dosáhl při premiérovém vysílání hodnoty 0,4.

### Kritika
Tony Sokol, kritik Den of Geek, označil epizodu za perfektní kombinaci tajných společností, alkoholu a „velké, staré a ošklivé hlavy“. Také pochválil díl za jeho akčnost a zvrácenost. „Poslední díl řady Simpsonových zakončí veselá půlhodinka v dílu Pít, či nepít,“ dodal Sokol. Nakonec epizodě udělil 4,5 hvězdičky z 5.